# Gaesischia mexicana
Gaesischia mexicana är en biart som beskrevs av Laberge 1958. Gaesischia mexicana ingår i släktet Gaesischia och familjen långtungebin. Inga underarter finns listade i Catalogue of Life.